# Словник бойківських говірок
Словник бойківських говірок у 2 частинах — діалектний словник, у якому зібрана лексика одного із найдавніших діалектів української мови — бойківського. Словник фіксує лексику одного з найдавніших говорів української мови, яскраво відображеного в творах української художньої літератури. Лексика локалізується в фонетичних, словотвірних, граматичних, акцентуаційних і фразеологічних варіантах. Укладений на матеріалах діалектологічних експедицій та на базі різноманітних етнографічних джерел ХІХ-ХХ століття. Виданий видавництвом «Наукова думка» у 1984 році, автор — Онишкевич Михайло Йосипович.

## Вміст
Як словник диференційного типу, включає діалектні слова, а з літературних — тільки ті, які мають у говірках структурну специфіку або своїм значенням відрізняються від літературних. Реєстрові слова мають у Словнику свою локалізацію (вказані населені пункти чи регіони, де вони вживаються, в їх літерних скороченнях), паспортизацію (названі письмові джерела, звідки вони взяті) та ілюстрації з писемних джерел чи експедиційних записів. Реєстрові слова подаються в їх фонетичних, граматичних, акцентуаційних варіантах, у словосполученнях та фразеологізмах. Словотвірні варіанти оформлені окремими статтями. Слова, які, на думку автора, були принесені в говір або були спільними для групи слов'янських мов чи зіграли роль моделі для калькування, супроводжуються іномовними паралелями.
Статті словника побудовані так, що до реєстрового слова, яке тлумачиться літературним відповідником, а за його відсутності — описово або цитатою з писемних джерел, додаються його відмінні від літературних граматичні форми і наявні в говірках фонетичні, морфологічні та акцентуаційні варіанти. Якщо такі варіанти локалізувались і мають відмінне від реєстрового слова значення, вони оформляються окремими статтями. У різних словникових статтях подаються деривати (похідні) гніздового слова та лексичні синоніми з відповідними посиланнями.
Словник цінний насамперед широтою охоплення матеріалу і достовірністю даних. Словник охоплює близько 17 тис. словникових статей.
Словникові статті розміщені за алфавітом. Кожна стаття містить у собі переважно одне реєстрове слово разом із його фонетичними варіантами та характерними для нього морфологічними нормами, якщо останні відрізняються від норм української літературної мови.
Реєстрові слова іменного типу подані в Словнику у формі називного відмінка однини, рідко множини (тільки коли в однині не вживається або коли тільки в такій формі наявні в чужих матеріалах). Дієслова подаються в інфінітиві. Якщо форми дієслова відмінні від літературних, то вони супроводжуються відповідними поясненнями щодо особи, числа, часу тощо. Інфінітиви недоконаного та доконаного виду наводяться в одній статті.
В першій частині розміщено слова, що починаються на літери А-Н, в другому — О-Я. Перша частина має 497 сторінок, а друга — 517 ст.

## Приклад словникової статті
ГАТІ, ґаті мн. [В. В-ка, В-те ЛБ 2, 20, П-в'я], ~ц'і [М-ць Мат. Х, ч. ІІ, 12, П-в'я], ~т'а [О-к Км.] 1. ‘підштанки’ [В. В-ка, М-ць, П-в'я]; 2. «гачі», ‘штани з грубого полотна на літо’ [В-те, О-к]. Пор. слц. gate.